# Hidvégi Miklós (színművész)
Hidvégi Miklós (névváltozata: Hídvégi; Budapest, 1951. október 31. –) magyar színművész, rendező. Felesége volt Oszvald Marika Kossuth-díjas színésznő.

## Életpályája
1971–1974 között a Színház- és Filmművészeti Főiskola operett-musical szakos hallgatója volt. 1974–1979 között a kecskeméti Katona József Színház tagja volt. 1979-től a Fővárosi Operettszínház tagja volt. Később megalapította a Operettentheater Künstlerhaus Budapest nevű magánszínházát. 2012-ben sikertelenül pályázott a Nemzeti Színház igazgatói posztjára.
Felesége Oszvald Marika volt, akitől 2008-ban vált el. Lányuk: Hidvégi Krisztina.

## Fontosabb színházi szerepei
- Cliff (Kander–Ebb: Kabaré)
- Hadfaludy Feri (Lehár F.: A mosoly országa)
- Ernő (Csiky G.–Kardos G. Gy.–Fényes Sz.: A nagymama)

## Filmes és televíziós szerepei
- Frici, a vállalkozó szellem (1993)